# David George
David Georges (né le 23 février 1976 au Cap) est un coureur cycliste sud-africain, professionnel entre 1999 et 2009. Il fait partie de l'US Postal Service en même temps que Lance Armstrong en 1999 et 2000, mais ne prend pas part au Tour de France. En décembre 2012, il est banni pour deux années, à la suite d'un contrôle positif à l'Érythropoïétine (EPO). Il avait avoué sa culpabilité lors de son contrôle positif, un mois auparavant.

## Biographie
David George se révèle en 1997 lors des championnats du monde de Saint-Sébastien. Il remporte la médaille de bronze du contre-la-montre espoirs (moins de 23 ans). Un an plus tard, il gagne également la médaille de bronze lors du contre-la-montre des Jeux du Commonwealth de 1998 à Kuala Lumpur. Il signe en 1999 un contrat professionnel avec l'équipe cycliste américaine US Postal Service, où il devient coéquipier de Lance Armstrong. 
Après deux saisons comme équipier, sans résultats, il rejoint l'équipe Tacconi Sport-Vini Caldirola, où il devient champion d'Afrique du Sud du contre-la-montre. En 2002, il gagne le Tour du Cap termine troisième au classement général du Tour de Langkawi au sein de l'équipe CCC-Polsat. En 2003, il signe chez Barloworld et remporte le Tour du Cap à domicile. L'année suivante, il s'adjuge à nouveau le Tour du Cap et devient champion d'Afrique du Sud sur route. 
En 2006, George retente l'aventure en Europe. Il signe avec l'équipe continentale professionnelle espagnole Relax-GAM. Au début de la saison, il gagne le Tour de Langkawi et pour la troisième fois le championnat d'Afrique du Sud du contre-la-montre. Plus tard, il participe au Tour d'Espagne 2006 remporte la médaille d'argent de la course en ligne des Jeux du Commonwealth à quatre secondes du vainqueur. En 2007, il ajoute une nouvelle victoire sur son championnat national du contre-la-montre. En 2008, il rejoint l'équipe MTN, une équipe continentale sud-africaine avec qui il enlève une étape sur le Tour du Cap. Depuis la saison 2009, il dispute quelques épreuves avec des petites équipes non-enregistrées auprès de l'Union cycliste internationale.
À trois reprises - en 1996, 2000 et 2008 - George participe aux Jeux olympiques dans différentes disciplines de cyclisme. Son meilleur résultat, il l'obtient en 1996 lorsqu'il termine quinzième de la poursuite individuelle.
David George est soupçonné de dopage par l'Institut sud-africain pour un sport sans dopage après avoir constater des anomalies dans son passeport biologique. De ce fait, le 29 août 2012, il est la cible d'un contrôle antidopage, qui se révèle positif à l'érythropoïétine (EPO). Il est suspendu par l'Association sud-africaine en décembre 2012 et il lui est interdit de courir pendant deux ans. David George qui a accepté de coopérer avec  l'Agence sud-africaine de lutte contre le dopage a avoué et déclaré que s'il a bien agi seul, il aurait pu être pris depuis longtemps,.

## Palmarès
| - 1997 - Médaillé de bronze du championnat du monde du contre-la-montre espoirs - 1998 - Champion d'Afrique du Sud du contre-la-montre espoirs - 14e étape de la Commonwealth Bank Classic - Médaillé de bronze du contre-la-montre des Jeux du Commonwealth - 1999 - 2e du Tour du Cap - 2001 - Champion d'Afrique du Sud du contre-la-montre - 2002 - Tour du Cap : - Classement général - 5e étape - 3e du Tour de Langkawi - 2003 - Champion d'Afrique du Sud sur route - Tour du Cap : - Classement général - 5e étape - 2004 - Champion d'Afrique du Sud du contre-la-montre - Tour du Cap | - 2006 - Champion d'Afrique du Sud du contre-la-montre - Tour de Langkawi - 4e étape du Tour du Cap - Médaillé d'argent de la course en ligne des Jeux du Commonwealth - 2007 - Champion d'Afrique du Sud du contre-la-montre - 4e étape du Tour du Cap - 3e du Tour du Cap - 2008 - 5e étape du Tour du Cap - 3e du Intaka Tech Worlds View Challenge 2 - 2009 - 2e du championnat d'Afrique du Sud du contre-la-montre - 2010 - Tour du Cap : - Classement général - 4e étape (contre-la-montre) |

## Résultats sur les grands tours

### Tour d'Espagne
1 participation 
- 2006 : 70e

## Classements mondiaux
| Année           | 2005 | 2006 | 2007 | 2008 | 2009 | 2010 | 2011 |
| --------------- | ---- | ---- | ---- | ---- | ---- | ---- | ---- |
| UCI Africa Tour | 48e  | 7e   | 9e   | 17e  | 45e  |      | 148e |
| UCI Asia Tour   |      | 7e   | 44e  |      |      |      |      |
| UCI Europe Tour | 370e | 810e |      |      |      |      |      |